# Ioan Alistar

Generalul Ioan Alistar.

Ioan Alistar a fost un general român.
În perioada 1946-1949, generalul de brigadă Ioan Alistar a îndeplinit funcția de comandant al Jandarmeriei Române.
În 1949, Generalul Locotenent Ioan Alistar este numit prin Decret (nr. 172/09.02.1949) al Marii Adunări Naționale în funcția de Comandant al Inspectoratului General al Pompierilor.
Pe data de 30 septembrie 1997, Ion Alistar a fost promovat la gradul de general de brigadă.